# Eulalia bilineata
Eulalia bilineata är en ringmaskart som först beskrevs av Johnston 1840.  Eulalia bilineata ingår i släktet Eulalia och familjen Phyllodocidae. Arten är reproducerande i Sverige. Inga underarter finns listade i Catalogue of Life.